# Каменное (Луганская область)
Ка́менное (укр. Кам'яне) — посёлок, относится к Антрацитовскому городскому совету Луганской области Украины.

## Географическое положение
Ближайшие населённые пункты: город Антрацит на юго-западе, посёлки Щётово (примыкает) и Христофоровка на западе, Колпаково и сёла Червоная Поляна на северо-западе, Зелёный Курган на севере, Зеленодольское, Картушино, Ребриково на северо-востоке, посёлок Ясеновский на востоке, сёла Красный Колос, Чапаевка, Рафайловка на юго-востоке.

## История
Поселение основано в 1780-е годы, входило в состав Картушинской волости Миусского округа Области Войска Донского.
В 1906 году здесь была заложена и в 1910 году — введена в эксплуатацию угольная шахта.
С 1938 года — посёлок городского типа.
В ходе Великой Отечественной войны в 1941 году селение было оккупировано наступавшими немецкими войсками, но в 1943 году — освобождено советскими войсками.
В 1945 г. Указом ПВС УССР поселок городского типа Каменно-Миллерово переименован в Каменное.
После окончания войны в посёлке были построены 510 жилых домов, заасфальтированы все улицы. Разрушенная во время войны шахта № 32 была восстановлена и в 1953 году — вновь введена в эксплуатацию.
По состоянию на начало 1968 года здесь действовали угольная шахта № 32 им. «Луганской правды», две восьмилетние школы, две библиотеки и клуб.
В январе 1989 года численность населения составляла 3671 человек.
На 1 января 2013 года численность населения составляла 2727 человек.
С весны 2014 года в составе Луганской Народной Республики.

## Местный совет
94623, Луганская обл., Антрацитовский городской совет, пгт. Каменное, ул. Шахтерская, 160